# 实时计算机图形

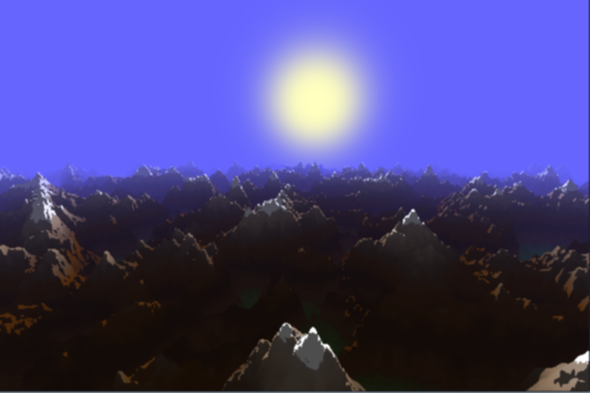
2014年即时渲染的地势

实时计算机图形或实时渲染是计算机图形学的分支领域，研究制作与分析实时图像。该术语涵盖从应用程序图形用户界面（GUI）到实时图像分析的一切内容，但通常多指图形处理器（GPU）生成的互动三维计算机图形。其中一例是电子游戏，它能快速呈现不断变化的三维环境，营造运动的假象。
计算机诞生时即能实时生成二维图像，例如简单的线条、图像和多边形。然而，对于传统冯·诺依曼结构的系统而言，快速绘制详细的三维对象任务艰巨。早期多用二维精灵图模仿三维图像，变通解决这一难题。
如今诞生了各类渲染技术，比如光线跟踪和栅格化。计算机利用这些技术和先进的硬件，在接收用户输入之时，快速及时地渲染图像，为用户营造运动的假象。如此一来，用户能对呈现的图像做出实时反应，从而获得交互体验。